# Tillært adfærd
Tillært adfærd er et begreb, der i dyreverdenen bruges om en adfærd dyret har lært af andre, f.eks. forældre, eller blot af erfaring.
Tillært adfærd bevirker, at dyret kan tilpasse sig omgivelserne. Vilde gæs lærer fx hurtigt, i hvilke områder mennesker skyder meget på dem. Ravnen har lært, at bilerne på motorvejen yderst sjældent kører i rabatten, og dermed kan de i ro og mag spise ved vejkanten.